# 1950 års Cecilia-psalmbok
Cecilia kallas den psalmbok som används i Stockholms katolska stift. 
Andra upplagan av psalmboken Cecilia utkom 1950. Redaktör var Berndt David Assarsson. Den byggde på 1937 års Psalmer för kyrkoåret (av samme redaktör), som var det första försöket till en katolsk psalmbok med anknytning till svensk tradition.

### Fotnoter
1. ↑  ”Cecilia” (på engelska). Worldcat. 12 mars 1950. https://www.worldcat.org/title/cecilia-katolsk-psalmbok-svenska-delen/oclc/150335285&referer=brief_results. Läst 16 oktober 2017.